# Хаджияв Каратинский
Хаджияв Каратинский (карат. КIIирлIе ХIажйав; ок. 1800, Карата, Каратинское общество, Дагестан — 1861, Ункратль, Дагестанская область, Российская империя) — казначей имама Шамиля, участник Кавказской войны, сопровождавший Шамиля в ссылке в Калуге. Позднее служил наибом в Дагестане.

## Биография

### Происхождение и служба у Шамиля
Хаджияв родился около 1800 года в ауле Карата (ныне — Ахвахский район Дагестана) в семье Газиява Каратинского — верного наиба имама Шамиля. Хаджияв был приближенным имама Шамиля, пользовался его доверием и выполнял обязанности казначея. Особенно близкие отношения у него сложились с сыновьями Шамиля — Гази-Мухаммадом и Мухаммад-Шефи, которые относились к нему как к старшему товарищу.
В 1859 году Хаджияв был среди последних защитников Гуниба — последнего оплота Шамиля. После пленения имама он добровольно отправился с ним в ссылку в Калугу.

### Ссылка в России
Хаджияв сопровождал Шамиля в поездках по Ставрополю, Харькову, Москве и Санкт-Петербургу, где горцы были представлены императору Александру II. В Калуге он стал правой рукой Шамиля в бытовых делах: следил за гардеробом, распоряжался финансами, раздавал милостыню (садака) от имени имама.
Современники отмечали его аккуратность, бережливость и преданность. Пристав А. Руновский, наблюдавший за горцами, описывал Хаджиява как "бережливого и опрятного" человека, который всегда был готов прийти на помощь.

### Гибель
После переезда семьи Шамиля в Калугу Хаджияв вернулся в Дагестан, где был назначен наибом Ункратльского общества в Бетлинском округе. На этом посту он жестко боролся с разбоем, что вызвало ненависть среди преступных элементов.
В 1861 году заговорщики напали на него в одном из аулов. Оставшись без патронов, Хаджияв с шашкой в руках бросился в бой, убил нескольких нападавших, но погиб под их ударами.
Хаджияв Каратинский остался в истории как верный сподвижник Шамиля, человек чести и отваги. Его преданность, обаяние и трагическая гибель сделали его одной из ярких фигур кавказской истории XIX века.